# Buchy (Sena Marítimo)
Buchy é uma comuna francesa na região administrativa da Normandia, no departamento de Sena Marítimo. Estende-se por uma área de 26.30 km². Em 2010 a comuna tinha 2 925 habitantes (densidade: 111,2 hab./km²).
Em 1 de janeiro de 2017, as antigas comunas de Bosc-Roger-sur-Buchy e Estouteville-Écalles foram incorporadas.